# Ancistrorhynchus paysanii
Ancistrorhynchus paysanii är en orkidéart som beskrevs av Karlheinz Senghas. Ancistrorhynchus paysanii ingår i släktet Ancistrorhynchus och familjen orkidéer.
Artens utbredningsområde är Kenya. Inga underarter finns listade i Catalogue of Life.